# Йордан Филипов
Йордан Филипов (18 юни 1946 г. – 27 юли 1996 г.) е български футболист, вратар, чиято кариера продължава повече от 25 години. Общо 17 сезона е част от отбора на ЦСКА (София), за който има 190 мача в А група.
Играл е също за Розова долина (Казанлък), Спартак (Пловдив), Дунав (Русе), Сливен, малтийският Рабат Аякс и Черно море (Варна).
Филипов е дядо на нападателя Андрей Гълъбинов.

## Биография

### На клубно ниво
Йордан Филипов е юноша на Локомотив (София), но дебютира в мъжкия футбол на 17-годишна възраст за отбора на Розова долина (Казанлък). През 1964 г. преминава в Спартак (Пловдив), с чийто екип записва първи участия в А група. През сезон 1964/65 изиграва 21 мача в първенството.
През 1965 г. Филипов преминава в ЦСКА (София), където играе през следващите 15 сезона. В по-голямата част от тях се конкурира за титулярно място на вратата със Стоян Йорданов. Дебютира за клуба на 31 октомври 1965 г. при домакинска победа с 2:1 срещу Спартак (Варна). До 1980 г. изиграва 188 мача за ЦСКА в А група. Осем пъти става шампион на България и четири пъти печели националната купа. С „армейците“ изиграва 27 мача в евротурнирите (19 за КЕШ, 4 за КНК и 4 за Купата на УЕФА). Полуфиналист в Купата на европейските шампиони през сезон 1966/67.
След като напуска ЦСКА през 1980 г. Филипов преминава във втородивизионния Дунав (Русе). През сезон 1980/81 записва 39 мача за русенци в Северната Б група. След това заиграва в Сливен. Записва 44 мача за отбора в А група.
През 1983 г. Филипов облича екипа на малтийския Рабат Аякс. През есента на 1984 г. записва два мача за отбора в Купата на УЕФА срещу сръбския Партизан (Белград). През сезон 1984/85 става шампион в Малтийската Премиер лига.
През лятото на 1985 г., макар да е вече на 39-годишна възраст, Филипов отново облича екипа на ЦСКА (София). Два сезона е в ролята на трети вратар на „армейците“ след Георги Велинов и Красимир Досев. Изиграва 2 мача в А група - един през сезон 1985/86 и един през сезон 1986/87. Печели още една титла и една Купа на България. Изиграва последния си мач за ЦСКА 21 години след дебюта си - на 27 септември 1986 г., когато заменя в 75-ата минута Велинов при равенство 3:3 с Локомотив (София).
В началото на 1988 г. Филипов преминава в Черно море (Варна). До края на сезон 1987/88 записва 11 мача за отбора в Б група, а „моряците“ се завръщат в елита. През есента на сезон 1988/89 записва 12 мача в А група. Изиграва последния мач в своята кариера на 26 ноември 1988 г. при победа на „моряците“ с 6:1 срещу Локомотив (Пловдив) на стадион „Тича“. В деня на срещата е на 42 години и 161 дни, като става най-възрастният състезател, играл някога в А група. Постижението е подобрено 20 години по-късно от вратаря на Славия Георги Петков.

### Национален отбор
Филипов изиграва общо 28 мача за националния отбор на България между 1969 г. и 1979 г. Има също 1 мач за Б националния, 4 мача за младежкия тим и 2 мача за юношеския национален отбор.
Дебютира за България на 9 ноември 1969 г. в световна квалификация срещу Полша като гост, която е загубена с 0:3. Филипов заменя в 19-ата минута контузения Симеон Симеонов. Изиграва последния си мач на 6 юни 1979 г. в европейска квалификация срещу Англия.

## Успехи
ЦСКА (София)
- А група:
  -  Шампион (9): 1965/66, 1968/69, 1970/71, 1971/72, 1972/73, 1974/75, 1975/76, 1979/80, 1986/87

- Национална купа:
  -  Носител (5): 1968/69, 1971/72, 1972/73, 1973/74, 1986/87

- Купа на европейските шампиони:
  - Полуфиналист: 1966/67

Рабат Аякс
- Малтийска Премиер лига:
  -  Шампион: 1984/85